# Prva slovenska nogometna liga 1999-2000
La Prva slovenska nogometna liga 1999-2000 (in lingua italiana: Primo campionato calcistico sloveno 1999-2000), abbreviata in 1. SNL 1999-2000, è stata la nona edizione della massima serie del campionato di calcio sloveno, disputata tra il 1º agosto 1999 e il 20 maggio 2000 e conclusa con la vittoria del Maribor Teatanic, al suo quarto titolo.
Capocannoniere del torneo fu Kliton Bozgo (Maribor) con 24 reti.
Nel ranking UEFA 1999-00, la 1. SNL si piazzò al 25º posto (26º nel quinquennale 1995-2000).

## Formula
Le squadre partecipanti furono 12 e disputarono un turno di andata-ritorno-andata per un totale di 33 partite con le ultime due classificate retrocesse in Druga slovenska nogometna liga.
Le squadre qualificate alle coppe europee furono quattro: i campioni alla UEFA Champions League 2000-2001, la seconda classificata e la vincitrice della coppa nazionale alla Coppa UEFA 2000-2001 e un ulteriore club alla Coppa Intertoto 2000.

## Squadre partecipanti
| Squadra                   | Città         | Stadio               | Stagione 1998-99 | Stagione 1998-99 |
| Squadra                   | Città         | Stadio               | Pos.             | Divisione        |
| ------------------------- | ------------- | -------------------- | ---------------- | ---------------- |
| Maribor Teatanic          | Maribor       | Stadion Ljudski vrt  | 1°               | 1. SNL           |
| HIT Gorica                | Nova Gorica   | Stadio Športni Park  | 2°               | 1. SNL           |
| Rudar Velenje             | Velenje       | Stadio ob Jezeru     | 3°               | 1. SNL           |
| Mura                      | Murska Sobota | Stadio Fazanerija    | 4º               | 1. SNL           |
| Nova Oprema Korotan Suvel | Prevalje      | Stadion na Prevaljah | 5°               | 1. SNL           |
| SCT Olimpija Ljubljana    | Lubiana       | Stadio Bežigrad      | 6°               | 1. SNL           |
| Protonavto Publikum       | Celje         | Stadion Skalna klet  | 7°               | 1. SNL           |
| BS Tehnik Domžale         | Domžale       | Športni park         | 8°               | 1. SNL           |
| Primorje                  | Aidussina     | Mestni stadion       | 9°               | 1. SNL           |
| Potrošnik Beltinci        | Beltinci      | Športni park         | 10°              | 1. SNL           |
| Dravograd                 | Dravograd     | Športni center       | 1°               | 2. SNL           |
| Feroterm Pohorje          | Ruše          | Stadion NK Pohorje   | 2º               | 2. SNL           |

## Classifica
|                     | Pos. | Squadra          | Pt | G  | V  | N  | P  | GF | GS | DR  |
| ------------------- | ---- | ---------------- | -- | -- | -- | -- | -- | -- | -- | --- |
| Slovenia (bandiera) | 1.   | Maribor          | 81 | 33 | 25 | 6  | 2  | 90 | 30 | +60 |
|                     | 2.   | Gorica           | 62 | 33 | 19 | 5  | 9  | 55 | 34 | +21 |
|                     | 3.   | Rudar Velenje    | 58 | 33 | 17 | 7  | 9  | 49 | 35 | +14 |
|                     | 4.   | Korotan Prevalje | 52 | 33 | 15 | 7  | 11 | 58 | 43 | +15 |
|                     | 5.   | Primorje         | 50 | 33 | 13 | 11 | 9  | 56 | 49 | +7  |
|                     | 6.   | Celje            | 47 | 33 | 11 | 14 | 8  | 53 | 45 | +8  |
|                     | 7.   | Olimpia Lubiana  | 46 | 33 | 14 | 4  | 15 | 64 | 58 | +6  |
|                     | 8.   | Dravograd        | 43 | 33 | 11 | 10 | 12 | 44 | 54 | −10 |
|                     | 9.   | Domžale          | 41 | 33 | 11 | 8  | 14 | 50 | 51 | −1  |
|                     | 10.  | Mura             | 36 | 33 | 10 | 6  | 17 | 47 | 53 | −6  |
|                     | 11.  | Pohorje          | 18 | 33 | 4  | 6  | 23 | 26 | 73 | −47 |
|                     | 12.  | Beltinci         | 15 | 33 | 3  | 6  | 24 | 21 | 88 | −67 |
| Fonte: wildstat.com |      |                  |    |    |    |    |    |    |    |     |

Legenda:
      Campione di Slovenia e qualificato alla UEFA Champions League 2000-2001
      Qualificato alla Coppa UEFA 2000-2001.
      Ammesso alla Coppa Intertoto UEFA 2000.
      Retrocesso in 2. SNL 2000-2001.
Regolamento:
Tre punti a vittoria, uno a pareggio, zero a sconfitta.

## Risultati
|                     | Mar  | Gor  | Rud  | Kor  | Pri  | Cel  | Oli  | Dra  | Dom  | Mur  | Poh  | Bel  |
| ------------------- | ---- | ---- | ---- | ---- | ---- | ---- | ---- | ---- | ---- | ---- | ---- | ---- |
| Maribor             | –––– | 4–0  | 4–1  | 0–0  | 2–2  | 2–1  | 0–0  | 2–0  | 3–2  | 3–1  | 5–0  | 5–1  |
| Maribor             | –––– | –    | 2–1  | 3–0  | –    | 4–0  | 2–0  | –    | 1–0  | –    | 3–1  | –    |
| Gorica              | 2–1  | –––– | 0–1  | 2–0  | 5–0  | 1–0  | 2–1  | 1–1  | 2–0  | 2–1  | 5–0  | 2–0  |
| Gorica              | 1–3  | –––– | –    | 2–1  | –    | 4–0  | 3–0  | –    | 2–0  | –    | 1–0  | –    |
| Rudar               | 2–2  | 3–0  | –––– | 2–2  | 2–1  | 1–1  | 0–1  | 2–0  | 1–0  | 1–2  | 1–0  | 1–0  |
| Rudar               | –    | 2–1  | –––– | –    | 3–0  | 0–2  | –    | 1–1  | –    | 2–1  | –    | 2–0  |
| Korotan             | 2–4  | 0–1  | 1–0  | –––– | 3–1  | 1–1  | 3–2  | 1–2  | 2–2  | 1–1  | 4–0  | 2–1  |
| Korotan             | –    | –    | 2–0  | –––– | 0–1  | 2–1  | –    | 1–2  | –    | 3–0  | –    | 1–2  |
| Primorje            | 1–3  | 1–0  | 2–1  | 2–2  | –––– | 2–2  | 6–0  | 1–0  | 5–1  | 1–0  | 1–0  | 2–2  |
| Primorje            | 2–2  | 2–1  | –    | –    | –––– | 2–2  | 3–2  | –    | 2–2  | –    | 0–0  | –    |
| Celje               | 1–2  | 3–3  | 0–0  | 2–1  | 3–1  | –––– | 3–0  | 0–0  | 3–0  | 3–2  | 1–1  | 2–0  |
| Celje               | –    | –    | –    | –    | –    | –––– | –    | 2–2  | 0–0  | 2–1  | 5–1  | 7–0  |
| Olimpia             | 2–4  | 4–0  | 1–2  | 1–5  | 1–3  | 3–0  | –––– | 4–2  | 2–0  | 2–1  | 3–1  | 5–0  |
| Olimpia             | –    | –    | 2–2  | 0–2  | –    | 2–2  | –––– | 0–1  | –    | 5–1  | –    | 3–3  |
| Dravograd           | 1–3  | 2–4  | 3–1  | 0–2  | 0–0  | 1–1  | 0–4  | –––– | 2–4  | 2–1  | 2–1  | 2–0  |
| Dravograd           | 0–3  | 1–1  | –    | –    | 2–4  | –    | –    | –––– | 2–1  | –    | –    | 2–0  |
| Domžale             | 1–4  | 0–2  | 0–3  | 1–1  | 3–1  | 5–0  | 2–0  | 1–1  | –––– | 1–0  | 2–1  | 4–1  |
| Domžale             | –    | –    | 0–0  | 3–2  | –    | –    | 1–2  | –    | –––– | 0–0  | 6–1  | –    |
| Mura                | 2–2  | 2–0  | 0–3  | 0–2  | 1–1  | 1–3  | 3–0  | 2–2  | 3–1  | –––– | 2–0  | 1–0  |
| Mura                | 1–3  | 1–2  | –    | –    | 2–1  | –    | –    | 2–3  | –    | –––– | –    | 6–0  |
| Pohorje             | 2–1  | 0–0  | 1–3  | 3–5  | 0–0  | 0–0  | 0–3  | 1–3  | 1–2  | 0–1  | –––– | 2–1  |
| Pohorje             | –    | –    | 2–3  | 0–1  | –    | –    | 1–4  | 1–0  | –    | 2–2  | –––– | –    |
| Beltinci            | 0–2  | 0–0  | 1–2  | 1–3  | 0–5  | 0–0  | 0–5  | 1–1  | 1–1  | 0–3  | 1–0  | –––– |
| Beltinci            | 0–6  | 0–3  | –    | –    | 2–0  | –    | –    | –    | 0–4  | –    | 2–3  | –––– |
| Fonte: wildstat.com |      |      |      |      |      |      |      |      |      |      |      |      |

## Statistiche

### Classifica marcatori
| Pos. | Giocatore                | Squadra         | Reti |
| ---- | ------------------------ | --------------- | ---- |
| 1    | Kliton Bozgo             | Maribor         | 24   |
| 2    | Oskar Drobne             | Domžale/Gorica  | 23   |
| 3    | Uroš Barut               | Primorje        | 17   |
| 4    | Marko Kmetec             | Olimpia Lubiana | 16   |
| 5    | Aljoša Sivko             | Dravograd       | 14   |
| 6    | Anton Žlogar             | Gorica          | 13   |
| 7    | Andrej Goršek            | Celje           | 12   |
| 8    | Dejan Djuranović         | Maribor         | 11   |
| 8    | Vanja Starčević          | Primorje        | 11   |
| 8    | Aleksandar Radosavljevič | Celje           | 11   |